# Alexander Manzanares
Alexander Manzanares Ventura (c. 1967-Puerto Ordaz, Venezuela, 14 de marzo de 2014) fue un militar venezolano y coronel de la Guardia Nacional Bolivariana. Fue el jefe de la División de Inteligencia Militar (DIM) en los estados Bolívar, Amazonas y Delta Amacuro hasta su muerte.

## Asesinato
Alexander se desempeñaba como el jefe de la División de Inteligencia Militar (DIM) en los estados Bolívar, Amazonas y Delta Amacuro, adscrita a la Dirección General de Contrainteligencia Militar (DGCIM), hasta su muerte. Fue asesinado el 14 de marzo de 2014 en Puerto Ordaz (estado Bolívar), después de las 5:00 p. m. (HLV), mientras comía con un exgerente de la briquetera Orinoco Iron en el restaurante Pollos La Llovizna, en el sector de Villa Colombia, cuando dos personas llegaron al lugar para robar el lugar y a los comensales. Manzanares recibió cuatro impactos de bala y llegó sin vida a la clínica de Puerto Ordaz.